# LGV Jinhua - Wenzhou
La LGV Jinhua - Wenzhou (chinois : 金温新双线 ; pinyin : jīnwēn xīn shuāng xiàn ; litt. « nouvelle ligne double, Jin(zhou)-Wen(zhou) ») est une ligne à grande vitesse reliant les villes de Jinhua et de Wenzhou, dans la province du Zhejiang.

## Desserte
- Gare de Jinhua, district de Jindong à Jinhua
- Xian de Wuyi
- Yongkang
- Xian de Jinyun
- District de Liandu à Lishui
- Xian de Qingtian à Lishui
- Gare de Wenzhou-Sud, dans le district d'Ouhai à Wenzhou.